# صوفيا ينغ
صوفيا ينغ (بالإنجليزية: Sophia Young)‏ مواليد 15 ديسمبر 1983 في سانت فينسنت والغرينادين، الهند الغربية، هي لاعبة كرة سلة أمريكية سابقة. بدأت مسيرتها الاحترافية في سنة 2006. تم اختيارها من قبل فريق سان أنطونيو ستارز خلال الدرافت. اعتزلت اللعب في 2015. شاركت 3 مرات في مباراة كل النجوم.

## روابط خارجية
- صوفيا ينغ على موقع الاتحاد الدولي لكرة السلة (الإنجليزية)
- صوفيا ينغ على موقع الاتحاد الوطني لكرة السلة النسائية (الإنجليزية)
- صوفيا ينغ على موقع كرة السلة الأوروبية.كوم (الإنجليزية)
- صوفيا ينغ على موقع كلية كرة السلة في سبورتس رفرنس.كوم (الإنجليزية)
- صوفيا ينغ على موقع بروبوليرز (الإنجليزية)
- صوفيا ينغ على موقع سبورتس رفرنس (الإنجليزية)